# 大場栄
大場 栄（おおば さかえ、1914年〈大正3年〉3月21日 - 1992年〈平成4年〉6月8日） は、大日本帝国陸軍軍人、実業家、政治家。最終階級は大尉。有限会社丸栄産業代表取締役、蒲郡市議会議員。愛知県蒲郡市出身。

## 年譜

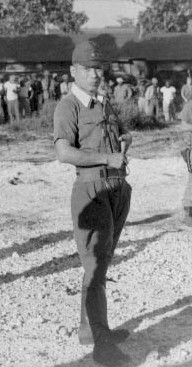
1945年12月1日 サイパン 投降式典後

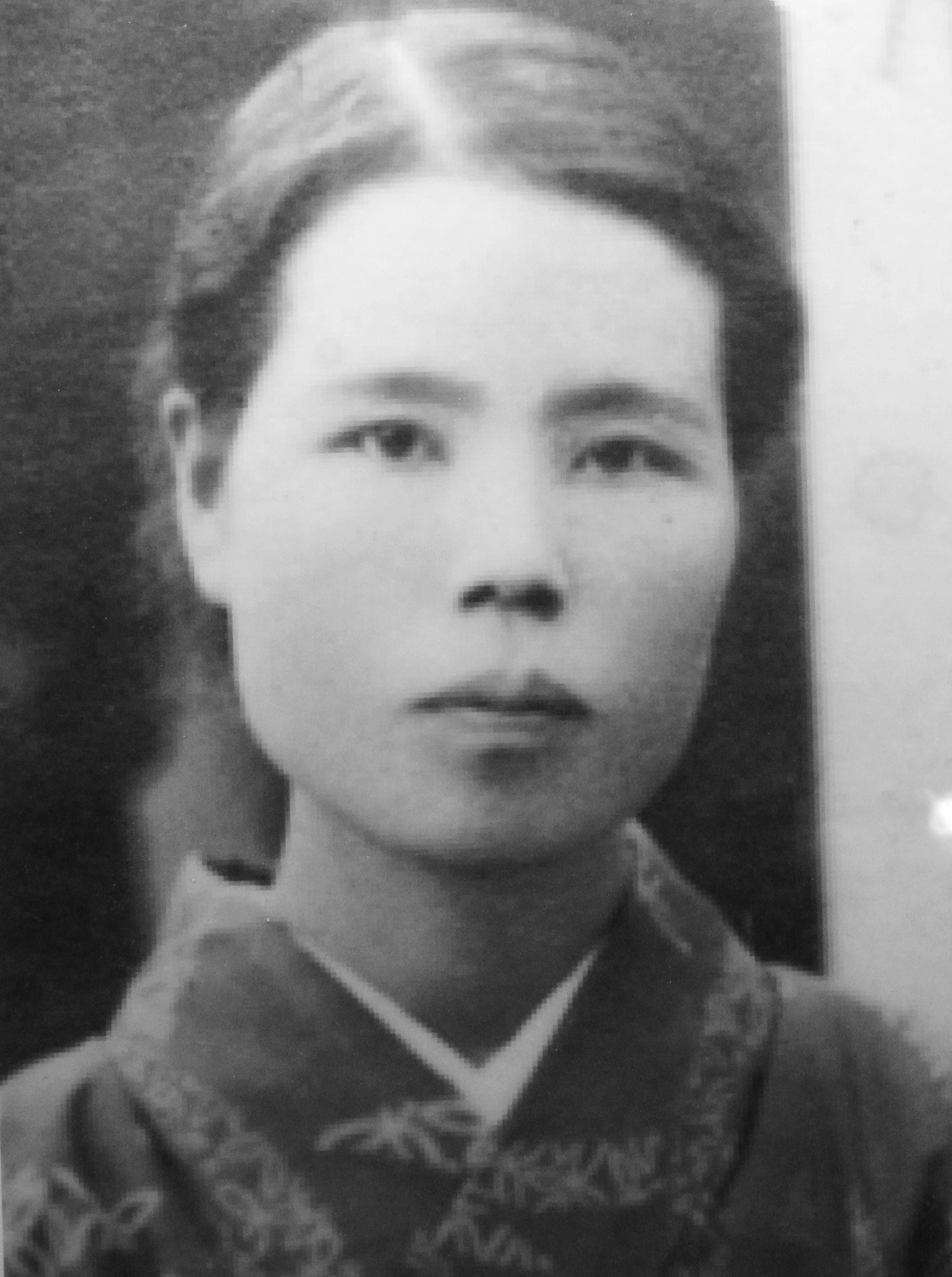
妻・大場峯子 (1912-1992)

- 1914年（大正3年）3月21日、農家・大場伊助の長男として愛知県蒲郡町（当時）に生まれる。
- 1933年（昭和8年）3月、愛知県実業教員養成所卒業。
- 1933年（昭和8年）4月、御津町立実業学校の地理教諭となる。
- 1934年（昭和9年）、徴兵を受けて大日本帝国陸軍に入営。歩兵第18連隊に配属される。
- 1935年（昭和10年）、将校を目指し甲種幹部候補生となる。
- 1936年（昭和11年）、豊橋市立吉田方尋常小学校教諭となる。
- 1937年（昭和12年）8月、日中戦争（支那事変）に出征。
- 1937年（昭和12年）12月、予備陸軍歩兵少尉に任官し歩兵第18連隊附。
- 1938年（昭和13年）4月、特別志願将校となる。
- 1939年（昭和14年）8月、現役の陸軍歩兵中尉に任官。
- 1941年（昭和16年）11月、歩兵第18連隊中隊長に任じられる。
- 1943年（昭和18年）3月、太平洋戦争（大東亜戦争）中、大尉に昇任。
- 1944年（昭和19年）2月、歩兵第18連隊衛生隊長となり、連隊はサイパン島へ転出。
- 1944年（昭和19年）9月30日、サイパンの戦いで戦死と判断され少佐に特進する（生存が確認された後に取り消しとなる）。サイパン島守備隊である第43師団が玉砕した後も大場隊はタポチョ山（タッポーチョ山）を拠点にゲリラ化し、日本がポツダム宣言を受諾した後も遊撃戦を展開する。
- 1945年（昭和20年）11月27日（発令は25日）、独立混成第9連隊長・天羽馬八少将から正式な降伏命令を受ける。
- 1945年（昭和20年）12月1日、大場隊47人はアメリカ合衆国軍に投降した。慣例として、投降式典において大場は（降伏の証として）、自身の軍刀をアメリカ合衆国軍将校に手渡した（なお、この模様を撮影した写真が現存している）[2]。
- 復員後1952年（昭和27年）から1992年（平成4年）まで有限会社丸栄産業代表取締役。
- 1967年（昭和42年）4月から1979年（昭和54年）3月まで愛知県蒲郡市議会議員。
- 1992年（平成4年）6月8日死去。

## 小説・映画
大場と大場隊の活躍は、元アメリカ合衆国海兵隊隊員ドン・ジョーンズ著の『タッポーチョ「敵ながら天晴」大場隊の勇戦512日（原題『OBA, THE LAST SAMURAI Saipan 1944-1945』）』（1982年刊行。中村定訳、祥伝社）としてノンフィクション小説となった。
2011年（平成23年）にはそれを原作とする映画『太平洋の奇跡 -フォックスと呼ばれた男-』（監督・平山秀幸）が公開され、竹野内豊が大場役を演じた。

## 関連書籍
『大場栄と峯子の戦火のラブレター』 水谷眞理、竹内康子（編集）、古池もも（イラスト）、水谷眞理（監修）2011年2月刊行。
これから出版　ISBN 978-4-903988-02-3